# 广东箬竹
广东箬竹（学名：Indocalamus guangdongensis）为禾本科箬竹属下的一个种。其种加词“guangdongensis”意为“广东的”。